# Karl Adolf von Strotha
Karl Adolf von Strotha (né le 22 février 1792 à Frankenstein-en-Silésie et mort le 15 février 1870 à Berlin) est un lieutenant général prussien et ministre de la Guerre en 1848/50.

## Biographie

### Origine
Il est le fils de Johann Christoph von Strotha (mort en 1806) et de son épouse Sophie, née von Kessel. Son père est un colonel prussien, commandant du 46e régiment d'infanterie « von Thile » et chevalier de l'Ordre Pour le Mérite.

### Carrière militaire
Strotha est employé comme caporal privé dans le 29e régiment d'infanterie « von Treuenfels (de) » de l'armée prussienne à la mi-août 1805 et participe à la bataille d'Iéna en 1806. Lorsqu'Anklam se rend, il est brièvement fait prisonnier par les Français. Après la paix de Tilsit, Strotha reste dans l'armée réduite et rejoint la brigade d'artillerie silésienne comme enseigne en 1809. Le 25 avril 1811, il est promu sous-lieutenant et participe aux batailles de Lützen, Bautzen, Dresde, Haynau, Kulm, Dohna et Leipzig lors des guerres napoléoniennes en 1813/14. Ses réalisations sont reconnues par l'attribution de la croix de fer de 2e classe, de l'ordre russe de Sainte-Anne de 2e classe avec ruban et de l'ordre de Saint-Vladimir de 4e classe.
En juin 1815, Strotha est promu premier lieutenant. Un an plus tard, il devient capitaine dans la brigade d'artillerie de Brandebourg. Il voyage également dans divers pays européens. Entre 1827 et 1830, il est officier d'artillerie de la place de Magdebourg. Strotha devient alors major dans la brigade d'artillerie de la Garde et membre de la commission d'examen d'artillerie. Le 30 mars 1836, il est chargé de diriger la 3e brigade d'artillerie et le nomme brigadier le 14 janvier 1837. À ce poste, il est promu lieutenant-colonel le 30 mars 1840 et colonel le 7 avril 1842. Cela est suivi d'une affectation à court terme en tant que brigadier du 7 du 21 janvier 1847 au 2 mars 1848 à la 7e brigade d'artillerie (de) à Münster . Avec le caractère de général de division, Strotha est nommé commandant de Sarrelouis le 2 mars 1848. Il reçoit le brevet correspondant à son grade le 10 mai 1848.
Le 8 novembre 1848, Strotha devient ministre d'État et de la Guerre dans le cabinet de Brandebourg ainsi que chef de la direction du grand orphelinat militaire. Il joue un rôle clé dans l’organisation militaire de la contre-révolution. Il fait donc marcher le général de cavalerie Frédéric von Wrangel sur Berlin. Plus tard, il organise la lutte contre les révolutionnaires à Dresde, en Bade et la répression du soulèvement du Palatinat . En 1850, il présente sa démission en raison de divergences d'opinion entre le roi Frédéric-Guillaume IV. Il y a aussi des questions de compétence entre le roi et le ministre. Le roi a procédé à des nominations sans le contreseing ministériel habituel dans les autres ministères.
Démis de ses fonctions de ministre d'État et de la Guerre, Strotha est promu lieutenant général de l'armée le 27 mai 1850. Le 26 septembre 1850, il est nommé inspecteur de la 2e Inspection de l'artillerie et en même temps il est également président de la Commission d'examen de l'artillerie (de) à partir du 29 septembre 1850, avant de prendre sa retraite le 18 février 1854 avec la pension légale.
Strotha est député de la première chambre du Parlement de l'État prussien en 1849 et 1850 et député du Parlement de l'Union d'Erfurt en 1850.

### Famille
Comme Strotha n'est pas marié et est le dernier de sa famille, à sa demande, le prince régent Guillaume Ier transfère le diplôme de noblesse à ses enfants naturels Karl Adolf Schneider et sa sœur Karoline Marie Emilie, épouse Simon, avec un AKO du 7 mars 1860. .